# Лапоноидная раса

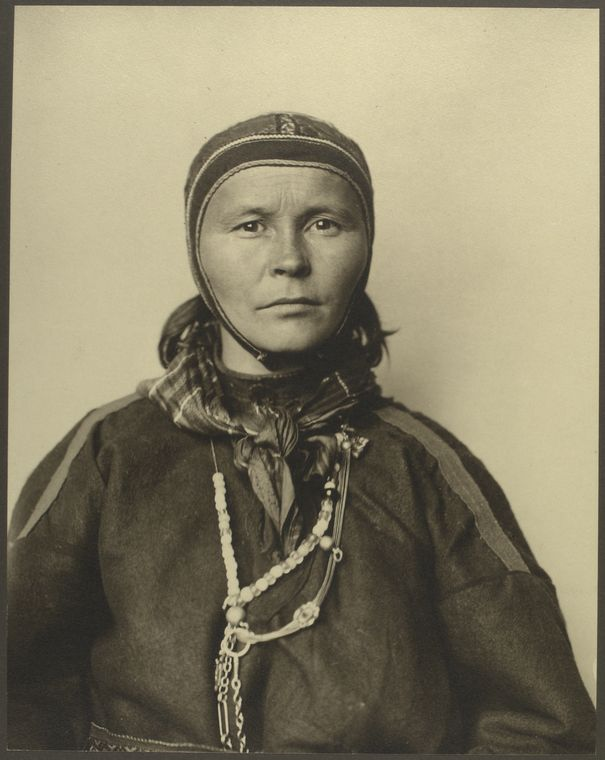
Лапоноидная раса. Саамка. Фото 1900-х годов. Отдел рукописей и архивов Публичной библиотеки (Нью-Йорк). Иллюстрация к статье «Лапоноидная раса» в БРЭ

Лапоно́идная ра́са (также субарктическая раса) — малая раса, сохранившаяся у саамов (лопарей) — коренного населения Северной Европы (Северная Норвегия, Северная Финляндия и Кольский полуостров в России). Может рассматриваться как один из вариантов (антропологических типов) переходной уральской расы, как арктический вариант (малая раса) большой европеоидной расы или как промежуточная раса, сформировавшаяся в зоне контактов европеоидов и монголоидов. Кроме того, некоторые исследователи выделяют лапоноидов как одну из больших рас человечества. Лапоноидный субстрат прослеживается к югу от расселения саамов в некоторых популяциях беломоро-балтийской расы.
Основные черты, характерные для лапоноидов: низкий рост; иногда встречается эпикантус; преимущественно вогнутая или извилистая спинка носа; лицо низкое, в основном за счёт очень малой высоты нижнего отдела; межглазничное расстояние большое. Вместе с тем у лапоноидов светлая кожа и высок процент светлых глаз. Предки лапоноидов заселили освободившийся от ледника север Европы в неолите с востока.
Первоначально (в эпоху мезолита) лапоноиды обитали между Обью и Печорой.